# Brzydkie rzeczy
Brzydkie rzeczy – singel polskiego piosenkarza i rapera Bedoesa oraz producenta DJ Johny oraz Lanka z albumu studyjnego Opowieści z Doliny Smoków. Singel został wydany przez wytwórnię SBM Label 17 listopada 2019 roku. Tekst utworu został napisany przez Borysa Przybylskiego oraz Kamila Łanka i DJ Johny.
Nagranie otrzymało w Polsce status podwójnej platynowej płyty w 2020 roku.
Singel zdobył ponad 26 milionów wyświetleń w serwisie YouTube (2023) oraz ponad 26 milionów odsłuchań w serwisie Spotify (2023).

## Nagrywanie
Utwór został wyprodukowany również przez Lanka. Za mix/mastering utworu odpowiada DJ Johny. Tekst do utworu został napisany przez Borysa Przybylskiego oraz Kamila Łanka i DJ Johny.

## Twórcy
- Beodes, Lanek, DJ Johny – słowa[1][2]
- Borys Przybylski, Kamil Łanka, DJ Johny – tekst[1][2]
- Lanek – produkcja[1][2]

## Certyfikaty
| Kraj          | Certyfikat         |
| ------------- | ------------------ |
| Polska (ZPAV) | 2x platynowa płyta |